# Слава (подводная лодка)
«Слава» — советская средняя дизель-электрическая подводная лодка проекта 633, входившая в состав болгарского военно-морского флота.

## История
Подлодка С-36 (заводской номер 343) была построена на судостроительном заводе «Красное Сормово» в 1959 году. В 1960 году передана в состав Черноморского флота СССР.
В декабре 1985 года она была передана СССР в состав военно-морского флота Народной Республики Болгария, а 28 декабря 1985 года — официально зачислена в состав 8-го отдельного дивизиона подводных лодок и получила бортовой номер "84".
После смены правительства в 1989 году и сокращения военных расходов началось сокращение военно-морского флота, и в 1990-е годы находившиеся на вооружении четыре подлодки проекта 633 начали поочерёдно выводить из состава ВМФ и разбирать на металлолом (при этом приборы и детали со снимаемых с вооружения подлодок использовали для ремонта оставшихся в строю лодок этого типа).
В 1998 году «Слава» как самая новая из оставшихся в строю подлодок была модернизирована (вместо советских аккумуляторных батарей «46СУ» на неё были установлены новые батареи «VARTA»), что позволило продлить срок её службы.
29 марта 2004 года Болгария вошла в состав блока НАТО и приняла на себя обязательства перейти на использование техники и вооружения, соответствующих стандартам НАТО.
Начавшийся в 2008 году мировой экономический кризис осложнил положение страны, и структура военных расходов была пересмотрена. 27 июня 2008 года однотипная подлодка «Надежда» была исключена из состава ВМФ, после этого «Слава» стала последней подлодкой, оставшейся в составе ВМФ страны. В июле 2010 года министр обороны страны А. Ангелов объявил о намерении исключить подлодку из состава флота.
1 ноября 2011 года подводная лодка «Слава» была выведена из состава флота и было объявлено о намерении превратить её в военный музей.